# チョーク・アウトライン

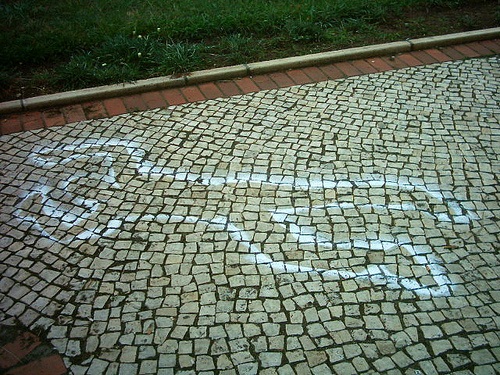
チョーク・アウトラインの例

チョーク・アウトライン（英語: Chalk outline）とは、犯罪現場においてチョークで被害者や証拠品などを囲い、その位置を一時的に書き記しておくための線のことである。現場の当時の状況を視覚化し、検証の助けにもなる。近年では、現場保存のためほとんどこの方法は使われることは無くなった。

## 書かれ方
古くからは、白もしくは明るい黄色のチョークが使われているが、ペンキやテープが使われることもある。被害者の場合は、検視の後、その遺体が現場から移送される前にその輪郭に沿って書き記される。
チョーク・アウトラインの多くは、身体の大まかなポーズを囲うのみで、手や脚の向きといった詳細までは記録されない。

## 歴史と近年の状況
かつて、白のチョーク・アウトラインは、警察や居合わせた新聞カメラマン自身によって書かれており、現場検証を目的としていなかった。むしろ、グロテスクな死体を映すことなくその現場写真を報道するために使われていた。
現在もなお、現場検証において公式な手順ではないにもかかわらず、時折知識不足の捜査員がチョーク・アウトラインを書いてしまうことがある。現場保存を妨げることになる、そういった捜査員のことを、英語圏では「チョークの妖精」（英語: chalk fairy）と呼ぶこともある。
重要な位置を記す場合、チョークの代わりに、小さなマーカーや旗、数字の書かれたカードが置かれることがある。